# Société d'intérêt collectif agricole de la banane martiniquaise
Société d'intérêt collectif agricole de la banane martiniquaise, abrégé SICABAM, est une collectivité de propriétaires bananiers. Cet organisme représentait en 1994 la totalité de la production bananière de l'île de la Martinique.

## Histoire
Créée en 1961 déjà à l'initiative de Marcel Fabre et du père d'André Dorn, la SICABAM avait pour ambition de regrouper les intérêts de l'ensemble des producteurs bananiers de Martinique.
Une première scission avait déjà eu lieu, lors de la création du SICA GIPAM, au début des années 1980.
Entre 1963 et 1980, la SICABAM fut présidée par Marcel Fabre. Les 8 000 hectares plantés en Martinique se répartissaient en 1994 entre 1 500 exploitants. Les plantations d'un particulier couvrent 1 200 hectares, soit 15 % de la superficie cultivée en bananiers à la Martinique.
Pour la SICABAM, les pertes de la production bananière à cause de la compétition américaine dépassaient 5 millions de francs par semaine en 1992.
La scission du SICABAM fut officialisée le 1er janvier 1994, avec la création d'un nouveau groupement de producteurs, la Cobamar (Compagnie des bananes de la Martinique). Le groupe de Marcel Fabre fut scissionnaire. Le président de la Cobamar, André Dorn, explique la séparation d'avec la SICABAM par des raisons essentiellement commerciales : « Nous souhaitions vendre nos bananes sous le label Chiquita Premium, le plus prestigieux du moment, le plus rémunérateur aussi. » 
Le 30 novembre 2004, le SICABAM fusionne avec le GIPAM, pour former le BANAMART. Le nouveau groupe compte 420 planteurs, qui envoient alors « aux autorités un signal fort de leur volonté d'union dans le contexte de crise que connaît la filière banane ».